# Charles de Fieux de Mouhy
Charles de Fieux (1701-1784), est un romancier français du XVIIIe siècle. Prête-nom occasionnel de Voltaire, le chevalier de Mouhy a notamment publié des ouvrages consacrés à l'histoire du théâtre.

## Biographie
Fils d'un colonel des dragons, Charles de Fieux naît à Metz le 9 mai 1701. Suivant les traces de son père, il devient naturellement officier de cavalerie, ce qu'il mentionnera parfois sur le frontispice de ses ouvrages. Il se marie et quitte le métier des armes pour vivre de sa plume. À Paris, en 1735, Charles de Fieux de Mouhy fonde un bureau d'adresses et publie Le Répertoire, un périodique contenant des anecdotes parisiennes et des critiques littéraires. En 1736, il se met au service de Voltaire, lui envoyant des "nouvelles à la main" de Paris, soutenant ses pièces de théâtre, suivant ses procès et, occasionnellement, lui servant de prête-nom. Le 25 avril 1741, le chevalier de Mouhy est enfermé à la Bastille pour avoir publié les Mille et une faveurs sans permission. La Chronique scandaleuse de 1785 le dépeint, à la fin de sa vie, comme boiteux et bossu. Charles de Fieux décéda à Paris le 29 février 1784.

## Son œuvre
Le chevalier de Mouhy publia, ordinairement sans nom d’auteur, un grand nombre de romans. Ses romans étaient en partie des imitations d’ouvrages en vogue, comme les Mémoires d’une fille de qualité qui ne s’est point retirée du monde (Paris, 1747, 4 vol. in-12), d’après les Mémoires d’un homme de qualité qui s’est retiré du monde de Prévost, ou bien encore la Paysanne parvenue, (Paris, 1735, 7 part. in-12), d’après le Paysan parvenu de Marivaux. Les romans de Mouhy se distinguent par leur vivacité et la bonne humeur du récit. L'ouvrage intitulé la Mouche, ou les aventures et espiègleries facétieuses de Bigand (Paris, 1736, 4 vol. in-12) en est un bon exemple.
Parmi les écrits du chevalier de Mouhy, on connaît aussi : Paris, ou le Mentor à la mode (Paris, 1735, 3 part. in-12) ; Mémoires du marquis de Fieux (Ibid.  1735-1736, 1 vol, in-12) ; Contes de cour (La Haye, 1740, 8 vol. in-12) ; le Masque de fer (La Haye, 1717, 3 vol. in-12) ; les Délices du sentiment (Paris, 1753, 6 part. in-12) ; le Financier (Ibid. 1755, 5 part. in-12) ; Lettre d’un seigneur anglais écrite de Paris à Milord Clarktone sur la maladie du roi, 1744 ou encore Les mille et une faveurs, contes de cour tirés de l'ancien gaulois par la reine de Navarre, Londres, 5 vol., 1783.
Le chevalier de Mouhy a publié en outre des ouvrages consacrés à l'histoire du théâtre. Ses Tablettes dramatiques, contenant l’abrégé de l’histoire du Théâtre-Français, l’établissement des théâtres à Paris, etc (Ibid.  1752, in-8) sont parfois inexactes. Refondues en 1780 par l’auteur, sous le titre d’Abrégé de l’histoire du Théâtre-Français depuis son origine jusqu’au 1er juin 1780 (3 vol. in -8), ces tablettes sont pleines d’inexactitudes et d’omissions.
Son œuvre Lamekis, ou les voyages extraordinaires d'un Egyptien dans la terre intérieure avec la découverte de l'île des sylphides, enrichis de notes curieuses et nouvelles (1735-1738) est parfois considérée comme l'une des œuvres pionnières de la science-fiction.